# Fédération sportive balte
 (octobre 2015).
Si vous disposez d'ouvrages ou d'articles de référence ou si vous connaissez des sites web de qualité traitant du thème abordé ici, merci de compléter l'article en donnant les références utiles à sa vérifiabilité et en les liant à la section « Notes et références ».

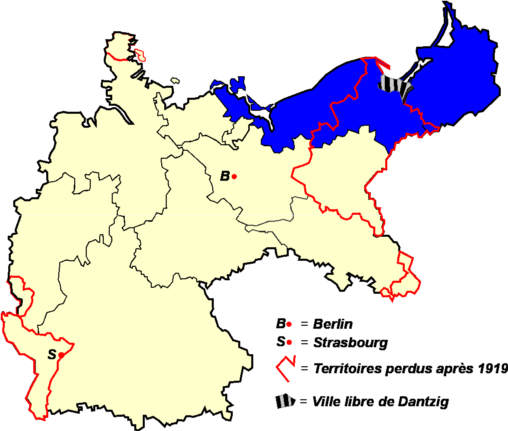
Territoires couverts par la BSV.

La Fédération sportive balte (BSV, allemand : Baltischer Sport-Verband) est une ancienne fédération sportive régionale, ayant notamment et principalement, le football dans ses attributions.
Cette fédération exista de 1904 à 1933. Elle couvrit les territoires de la province de Prusse-Orientale, de la province de Prusse-Occidentale, de Dantzig et du Territoire de Memel. À partir de 1911, elle engloba aussi la province prussienne de Poméranie.
La BSV cessa d'exister après l'arrivée au pouvoir des Nazis, en février 1933. Le régime hitlérien accapara le sport comme organe de propagande et de contrôle de la population par l'entremise du DRL/NSRL. Celui-ci modifia toute la structure sportive pour l'adapter aux desseins totalitaires du parti nazi. La région du Nord-Est fut alors partagée entre la Gauliga Poméranie et la Gauliga Prusse orientale puis, à partir de 1940 s'ajouta la Gauliga Dantzig-Prusse occidentale.

## Histoire

### Verband Königsberger Ballspiel-Vereine
Le football arriva assez tard en province de Prusse-Orientale et la dans la région de Königsberg et eut difficile de s'implanter. La population locale montra peu d'intérêt pour aller voir des rencontres de football. Ainsi le lointain nord-est allemand ne connut pas l'engouement des autres régions. Il faut dire aussi que la population de la région était beaucoup plus clairsemée et donc que le recrutement de joueurs potentiels y fut moins aisé pour les clubs.
En 1900 fut fondé le FC 1900 Königsberg. Deux ans plus tard, vit le jour le SC Ostpreussen. En 1904 apparurent le Sportzirkel Samland Königsberg et le FC Prussia Königsberg. Ensuite, au fil des ans, d'autres clubs furent créés.
Le 3 septembre 1904 fut fondé le Verband Königsberger Ballspiel-Vereine (VKBV). Le premier président du H. Weinberg du FC 1900 Königsberg.
Lors de la saison 1904-1905, la VKBV organisa un premier championnat. Quatre clubs engagèrent leur équipe première et leur équipe réserves. Le premier champion fut le FC 1900 Königsberg. Ce club remporta tous les titres successifs jusqu'en 1908
Au printemps 1908 (ou durant l'été, les précisions manquent en raison, à cette époque, de la faible couverture, des événements sportifs dans la presse locale d'Allemagne du Nord-Est), la dissolution de VKBV devint inévitable à la suite du développement d'une autre fédération régionale créée au début de la saison 1907-1908, le Baltischer Rasenport Verband (BRV).

### Baltischer Rasensport-Verband
Le Baltischer Rasensport-Verband (BRV) fut fondé le 26 janvier 1908. À la fin du printemps de cette année, un premier tour final opposa les équipes champions: de Prusse-Occidentale, de Prusse-Orientale et de Dantzig. Le vainqueur fut le FC 1900 Königsberg. Durant l'été suivant, presque tous les clubs de la région avaient rejoint la BRV.
En décembre 1910, la fédération prit le nom de Baltischer Rasen-und Wintersport-Verband (BRWV).

### Baltischer Rasen-und Wintersport-Verband
À partir de 1913, le BRWV engloba les équipes de la Province de Poméranie qui avaient précédemment formé le Verband Pommerscher Ballspiel-Vereine (VPBV), voir ci-après.
Jusqu'en 1933, le territoire de la fédération balte fut plusieurs découpé et redécoupé en différents districts (Bezirke). En plus de Königsberg et de la province de Prusse-Orientale vinrent s'ajouter le Bezirk Tilsit/Memel, le Bezirk Insterburg/Gumbinnen, le Bezirk Rastenburg/Lyk et celui d'Allenstein/Osterode.
Dès le début de la Première Guerre mondiale, le football et les activités sportives s'arrêtèrent. L'Allemagne du Nord-Est devint une zone de guerre. De 1914 à 1915, les troupes de l'Empire allemand et celle de l'Empire russe se livrèrent d'âpres combats dans la région, comme à Tannenberg ou aux Lacs de Mazurie. L'évolution du conflit soulagea la région. Dans un premier temps, les troupes impériales russes reculèrent puis ce fut la débandade avec le déclenchement de la révolution russe. Alors que les combats faisaient encore rages en Europe de l'Ouest et ailleurs, la Prusse-Orientale connu un calme relatif qui permit la reprise des activités sportives. Il fallut toutefois attendre la saison 1919-1920 pour que la BRWV ne réorganise un championnat officiel.
À la suite du conflit, l'Empire allemand disparut et céda la place à la République de Weimar. Parmi les résolutions du traité de Versailles, certaines entraînèrent le retrait de plusieurs régions du territoire allemand. La BRWV se retrouva ainsi amputée d'une partie de la Prusse-Orientale donnée à la Pologne dont l'indépendance fut rétablie. Cet État reçut un accès vers la Mer Baltique avec la création du Corridor de Dantzig. Cette ville fut déclarée Ville libre et fut placée sous le contrôle de la Société des Nations. Avec ces dispositions, le territoire du Baltischer Rasen-und Wintersport-Verband n'était plus rattaché au reste de la nation allemande.
La BRWV fut administrativement partagée en quatre zones, dénommées : Königsberg, Nord, West et Süd. Pour la saison 1921-1922, la région compta huit ligues équivalentes. Leur nombre diminua au fil des saisons et au milieu des années 1920 il ne subsista plus, comme plus haute série, que la Ostpreussenliga (qui fut parfois appelée Bezirksliga ou Liga Ostpreussen).
En 1921, un référedum populaire plaça le Memelland sous l'autorité de la Lituanie, elle aussi reconnu État indépendant par le Traité de Versailles. Ce fut donc une nouvelle perte pour la BRWV, dont le club du SC Lituania Tilsit, un de ses anciens champions.
La Prusse-Occidentale et Dantzig étaient, avant la 1re Guerre, partagés en deux puis trois Kreisen (Graudenz, Elbing et Dantzig). À partir de la saison 1919-1920, on en revint une subdivision en deux parties (Prusse occidentale et Danzig, dont les clubs allemands prirent encore part aux compétitions de la BRWV).

### Baltischer Sport-Verband
À partir du 10 avril 1927, la fédération régionale prit la dénomination de Baltischer Sport-Verband (BSV). Elle continua d'exister pendant six ans. En 1933 dès de l'arrivée au pouvoir les Nazis s'empressèrent d'accaparer le sport pour en faire un organe de propagande et de contrôle. Toute la structure sportive se retrouva rapidement sous l'emprise du DRL/NSRL alors que les anciennes fédérations étaient pour la plupart dissoutes ou réduite au rang de faire-valoir.
Les compétitions de football furent restructurées et réformées avec la création de seize ligues régionales: les Gauligen. La région couverte par la BSV fut reprise dans la Gauliga Prusse orientale et la Gauliga Poméranie. En 1940, fut créée la Gauliga Danzig-Westpreussen.

## Poméranie
En Poméranie, le football vécut une situation moins plaisante. Seule la ville de Stettin (de nos jours Szczecin, en Pologne) posséda des clubs mais ceux-ci se livrèrent une telle concurrence que le développement s'en ressentit et tarda.
Les querelles et litiges entre clubs de la localité furent quasi permanents. Deux ligues virent le jour vers 1904 : le Verband Stettiner Ballspiel-Vereine (VSBV) et la Stettiner Fußball-Vereinigung (SFV).
Ces deux fédérations locale fusionnèrent au printemps 1905 pour former le Verband Pommerscher Ballspiel-Vereine (VPBV). La date précise n'a pas été retrouvée. On pense que cette fusion se déroula vers le mois de mai[réf. nécessaire].

### Verband Stettiner Ballspiel-Vereine
Le Verband Stettiner Ballspiel-Vereine (VSBV) fut une ligue locale fondée en 1904 dans la ville de Poméranie de Stettin, de nos jours Szczecin, en Pologne.
Le VSBV fut fondée par cinq clubs:
- SC Preussen 1901 Stettin
- FC Greif Stettin
- FC Hohenzollern Stettin
- SC 1903 Stettin
- FC Urania 1901 Stettin

Un championnat local fut envisagé mais raison de la situation locale, il ne put se terminer. Le succès ne fut pas au rendez-vous. Par manque de soutien, la VSBV fut dissoute le 9 mars 1905.

### Stettiner Fußball-Vereinigung
La Stettiner Fußball-Vereinigung (SFV) fut une ligue locale fondée dans la ville de Stettin (de nos jours Szczecin, en Pologne) vers 1904. La date exacte de fondation reste inconnue car on retrouve peu d'archives dans les journaux locaux de l'époque qui, contrairement à d'autres régions d'Allemagne, n'assuraient pas une très grande couverture des événements sportifs.
Les participants à cette ligue furent au nombre de cinq:
- Stettiner FC Titania 1902 (aussi avec son équipe Réserves)
- Sport Stettin
- FC Saxonia 1903 Stettin
- Comet Stettin

Un championnat fut organisé, semble-t-il en un seul tour. On pense que ce fut l'équipe 1 du FC Titania qui s'imposa.
- Championnats SFV
- 1904: Stettiner FC Titania 1902
- 1905: Stettiner FC Titania 1902

### Verband Pommerscher Ballspiel-Vereine
Le Verband Pommerscher Ballspiel-Vereine (VPBV) débuta ses activités vers le mois de mai 1905. Cette fédération résulta d'une fusion entre le Verband Stettiner Ballspiel-Vereine (VSBV) et la Stettiner Fußball-Vereinigung (SFV).
Ces deux ligues avaient souffert des nombreuses disputes agitant les clubs et aussi du désintérêt des autorités de la province de Poméranie.
Une première réunion de travail eut lieu le 2 juin 1905. Les participants considérés comme fondateurs du VPBV étaient :
- Stettiner FC Titania 1902
- SC Preussen 1901 Stettin
- SpVgg. Wacker 1904 Stettin
- FC Adler 1903 Stettin
- FC Stern Stettin

Le VPBV organisa un premier championnat lors de la saison 1905-1906 avec apparemment 8 équipes, toutes localisées à Stettin.
La création de la nouvelle fédération n'avait éteint les querelles qui continuèrent d'empoisonner la vie du football local.
En 1907, le VPBV rejoignit la Fédération berlinoise de football (de) (VBB), comme Ortsgruppe Stettin. Il y resta membre jusqu'en 1911. Les équipes organisèrent des tournois locaux. Les responsables de la fédération berlinoise vinrent régulièrement jouer les médiateurs pour aplanir les litiges.[réf. nécessaire]
Le 29 avril 1911, les trois principales fédérations locales berlinoises fusionnèrent. Il n'était alors plus question que le Ortsgruppe Stettin reste membre de la fédération régionale berlinoise.
Les cercles de Stettin tentèrent de reconstituer une fédération locale ou à s'associer avec une fédération existante comme avec la région du Mecklembourg voisin, membre du Norddeutscher Spiel-Verband (NSV).
Finalement après eux ans de nouvelles disputes et de tournois locaux, les clubs de Stettin et de la Province prussienne de Poméranie rejoignirent la Baltischen Rasen-und Wintersport-Verband (BRWV).
Dans les années 1920, le territoire de la Province de Poméranie fut partagé en sept Kreisen (Stolp/Lauenburg, Kolberg/Köslin, Stettin, Stargard, Grenzmark/Schneidemühl, Uckermark/Pasewalk et Gollnow/Pyritz).
Les clubs de Poméranie antérieure jouèrent avec la Norddeutscher Fußball-Verband (NFV), jusqu'à la fin de la saison 1925-1926. Le VfB Swinemünde et Stralsund 07 prirent même part au tour final de la NSV. Ensuite, ces clubs furent rattachés à la BRWV (fédération balte).

## Palmarès successifs

### Palmarès Ligue baltes
| - 1905 - VKBV: VfB 1900 Königsberg - 1906 - VKBV: inconnu - 1907 - VKBV: VfB 1900 Königsberg - 1908 - VKBV: VfB 1900 Königsberg - 1908 - BRV: VfB 1900 Königsberg - 1909 - BRV: VfB 1900 Königsberg - 1910 - BrWV: SV P-S Königsberg - 1911 - BrWV: SC Lituania 1907 Tilsit - 1912 - BrWV: BuEV 1903 Danzig - 1913 - BrWV: SV P-S Königsberg | - 1914 - BrWV: SV P-S Königsberg - 1915 - BrWV: non organisé - 1916 - BrWV: non organisé - 1917 - BrWV: non organisé - 1918 - BrWV: non organisé - 1919 - BrWV: non organisé - 1920 - BrWV: Stettiner FC Titania 1902 - 1921 - BrWV: VfB 1900 Königsberg - 1922 - BrWV: VfB 1900 Königsberg - 1923 - BrWV: VfB 1900 Königsberg | - 1924 - BrWV: VfB 1900 Königsberg - 1925 - BrWV: VfB 1900 Königsberg - 1926 - BrWV: VfB 1900 Königsberg - 1927 - BSV: Stettiner FC Titania 1902 - 1928 - BSV: VfB 1900 Königsberg - 1929- BSV: VfB 1900 Königsberg - 1930 - BSV: VfB 1900 Königsberg - 1931 - BSV: SV P-S Königsberg - 1932 - BSV: SV Hind. 1921 Allenstein - 1933 - BSV: SV P-S Königsberg |

### Palmarès Championnats de Poméranie
- 1906: Stettiner FC Titania 1902
- 1907: Stettiner FC Titania 1902
- 1912: SC Preussen 1901 Stettin
- 1913: SC Preussen 1901 Stettin

#### Championnats de la VPBV comme Orstgruppe de la VBB
- 1908: Stettiner FC Titania 1902
- 1909: Stettiner FC Titania 1902
- 1910: Stettiner FC Blücher 1904
- 1911: FC Titania 1902 Stettin - Stettiner Pokal: SC Preussen 1901 Stettin

### Participations au Championnat national
Le niveau de jeu des équipes de la région du Nord-Est resta, en général, très faible. Une des raisons était la faible densité de population de ces provinces qui permettait donc un recrutement moindre. De plus, contrairement à la partie occidentale du pays, le Nordost était beaucoup moins doté de grosses industries et donc de grands centres urbains, qui outre le développement démographique permettaient l'essor commercial. Les meilleurs clubs du Nord-Est étaient l'équivalent de bonnes équipes du 2e niveau ailleurs dans le pays.
Les participations au tour final du Championnat national des représentants d'Allemagne du Nord-Est furent assez médiocres. Sur un total de 32 rencontres jouées, les champions et vice-champions régionaux ne réussirent que 3 victoires pour 29 défaites, et totalisèrent une différence de buts totale de 37-154.